# Кладбище Варшавских повстанцев (Повсин)

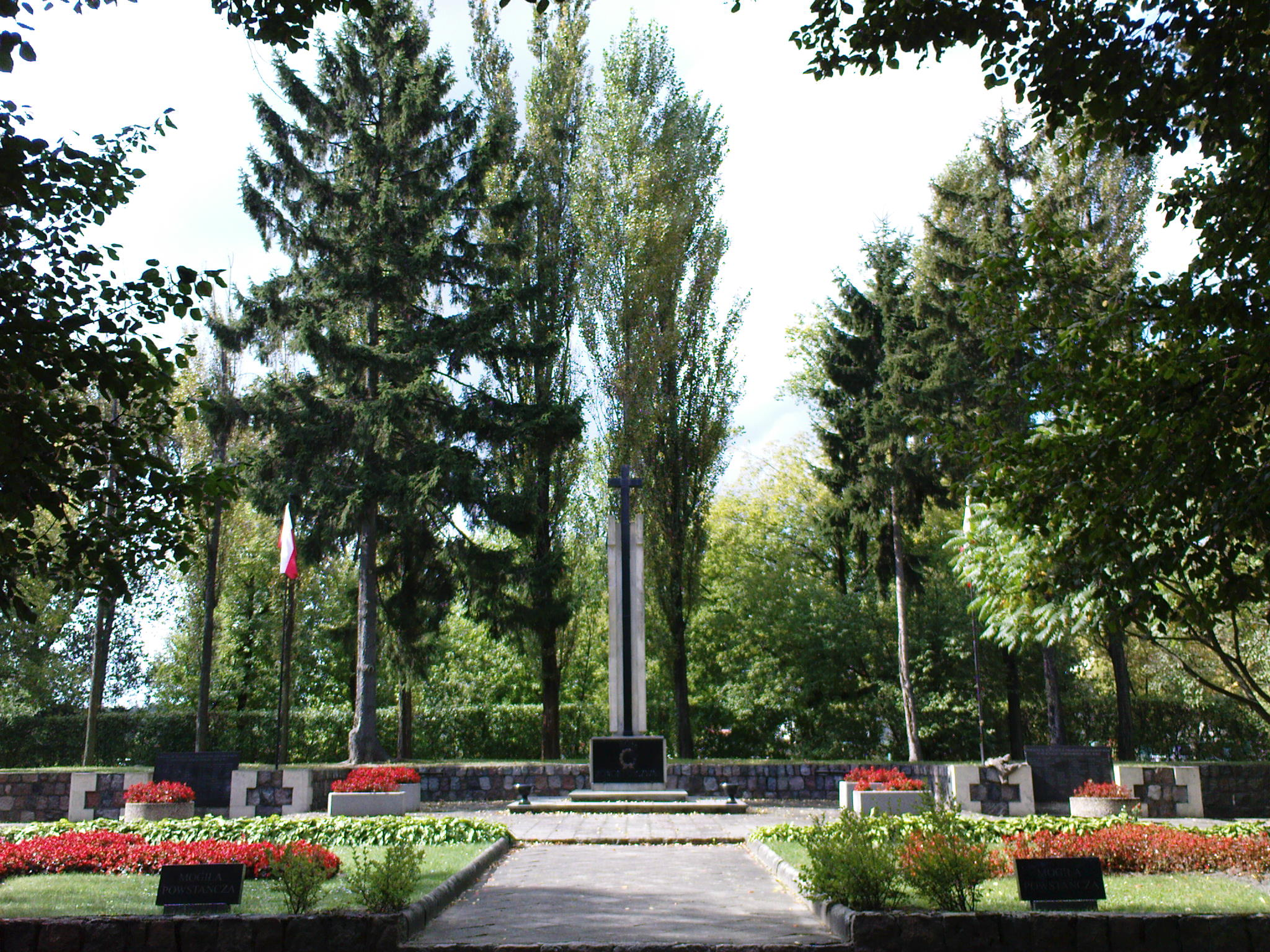
Центральный крест на братской могиле

Кладбище Варшавских повстанцев — военное кладбище в микрорайоне Повсин на юге Вилянува в Варшаве на западном берегу реки Висла. Рядом находится католическое кладбище, столичный Ботанический сад и парк культуры.
Кладбище прямоугольной формы, площадью 0,27 га, расположенное по оси с востока на запад. Окружено деревьями. Вглубь кладбища ведёт аллея, в конце которой установлен высокий каменный крест над братской могилой 62 известных и неизвестного количества повстанцев, погибших в 1944 году в ходе варшавского восстания против немецко-фашистских оккупантов.
Рядом установлена таблица с перечнем 62 фамилий идентифицированных жертв восстания.
27 февраля 1996 года кладбище варшавских повстанцев в Повсине внесено в реестр памятников истории Варшавы.

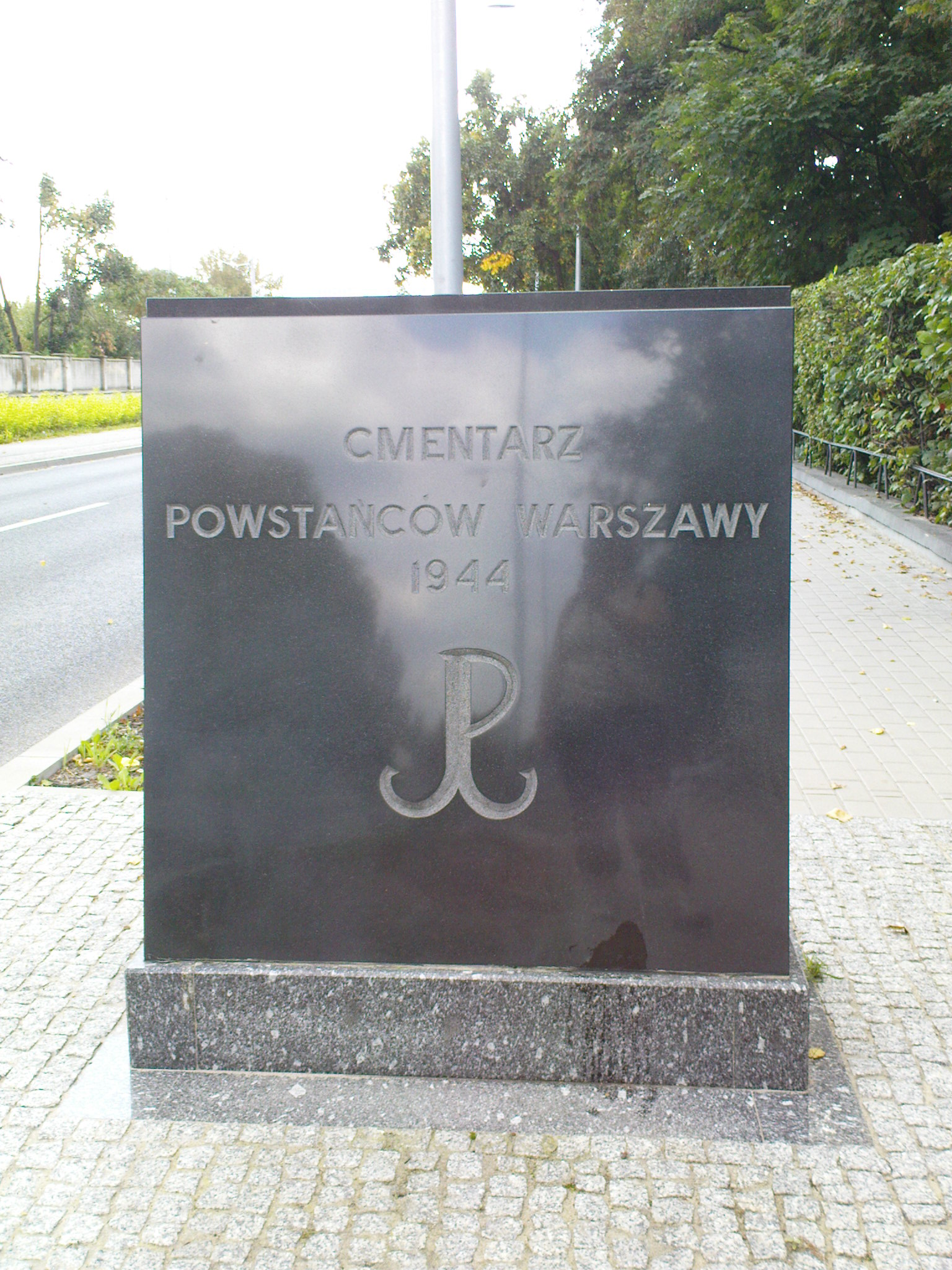
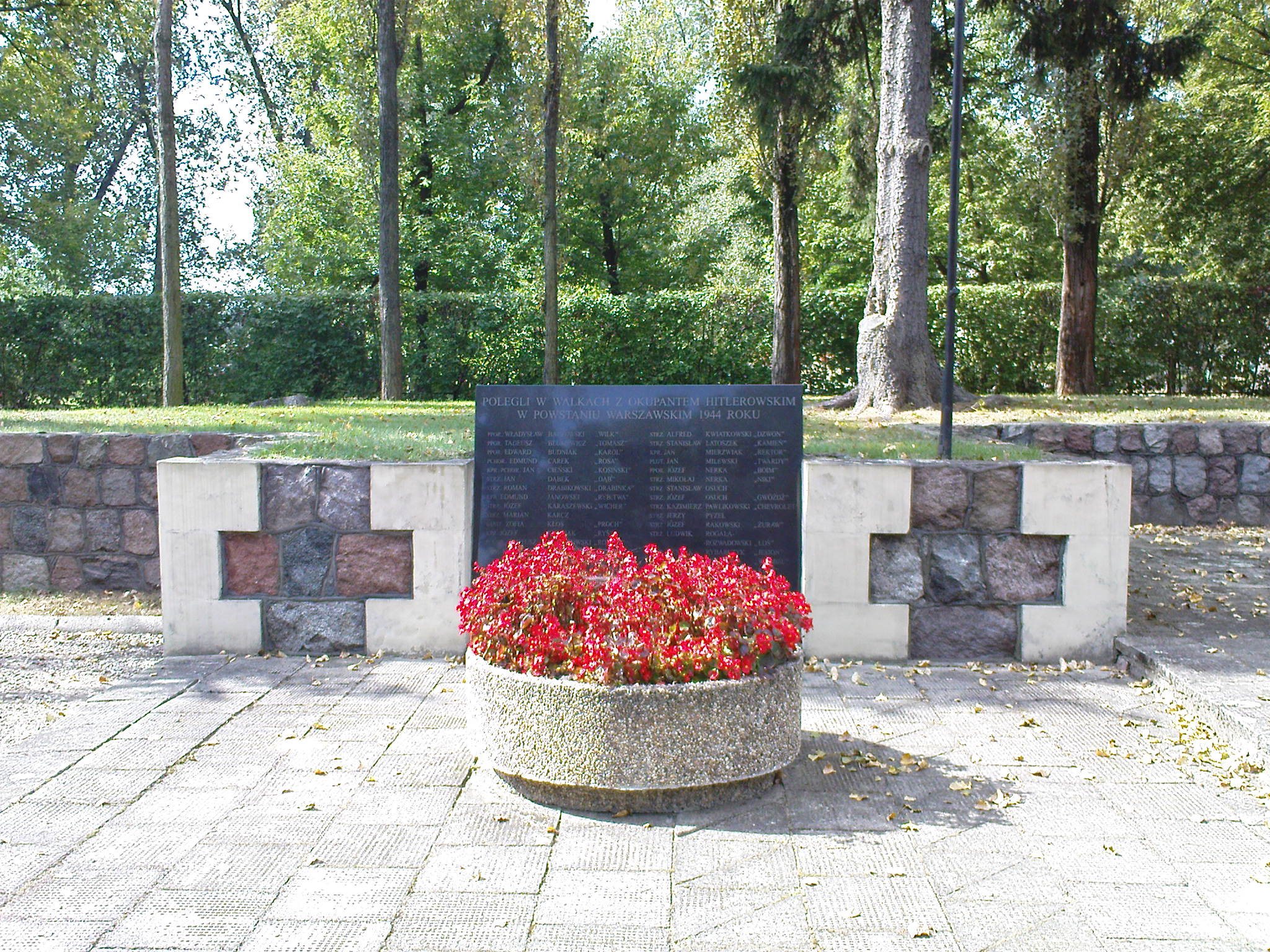
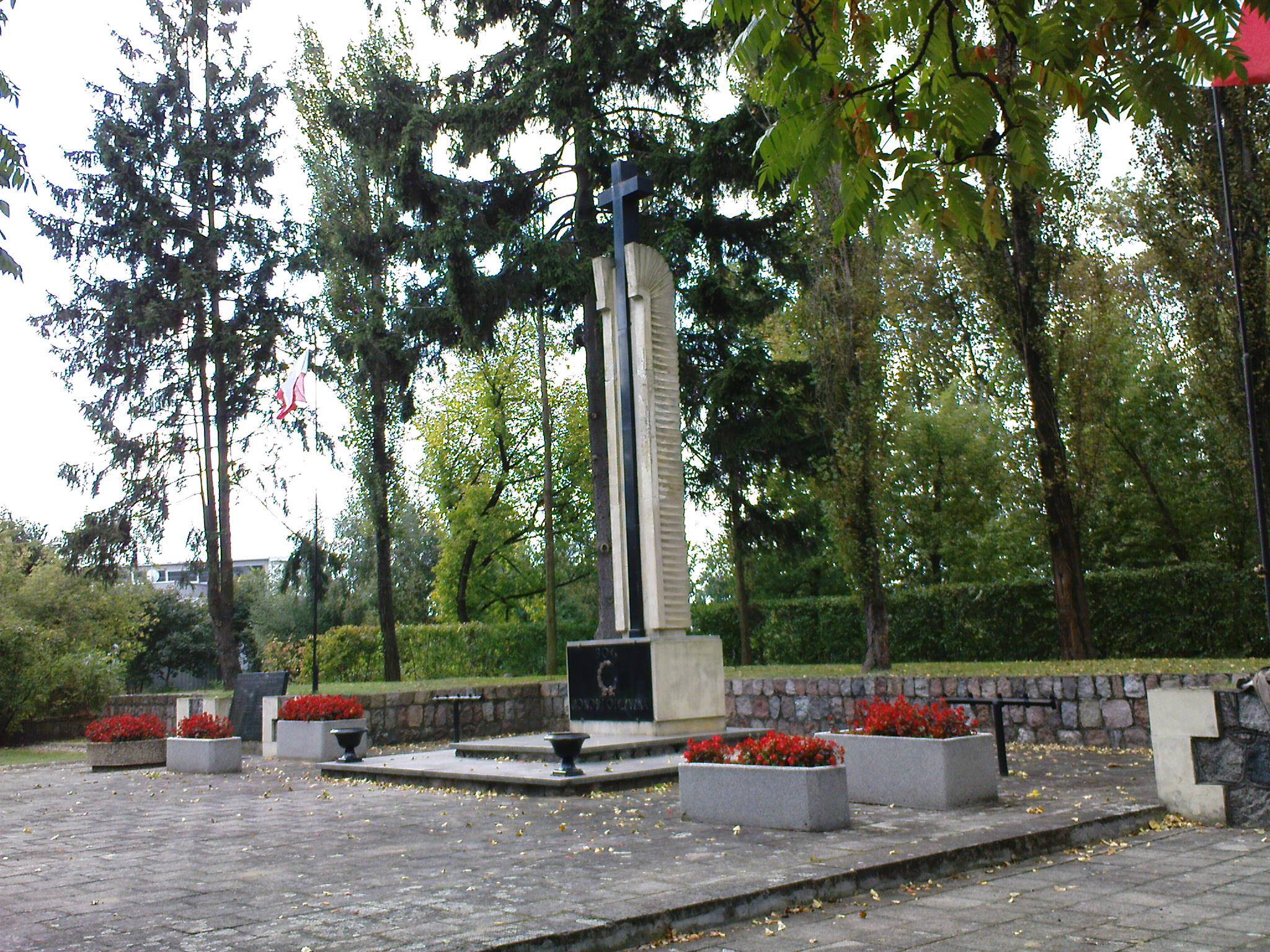